# Almaleea paludosa
Almaleea paludosa là một loài thực vật có hoa trong họ Đậu. Loài này được (J.Thompson) Crisp & P.H.Weston miêu tả khoa học đầu tiên.